# Maria Francisca von Portugal

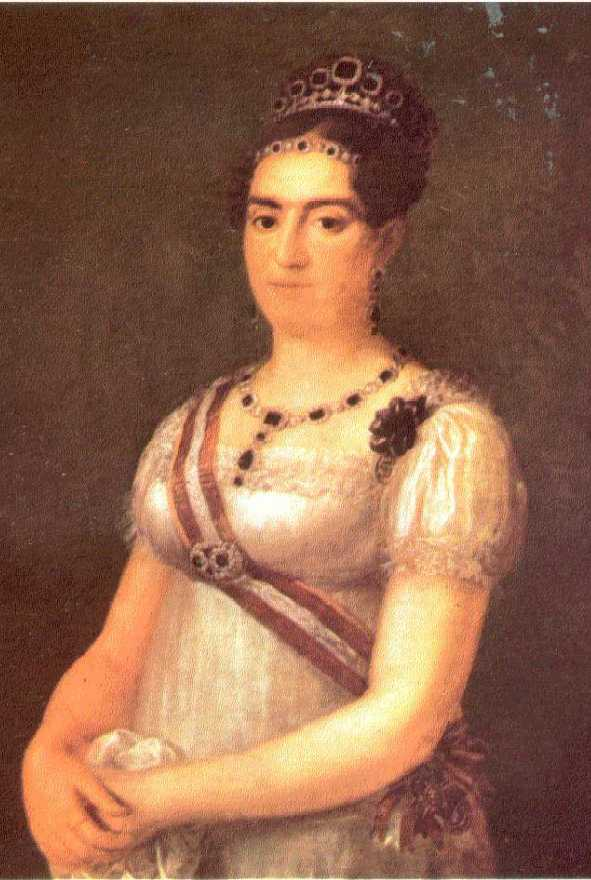
Infantin Maria Francisca de Bragança, Gräfin von Molina

Maria Francisca von Portugal, vollständiger Name Maria Francisca de Assis da Maternidade Xavier de Paula de Alcántara Antónia Joaquina Gonzaga Carlota Mónica Senhorinha Soter e Caia de Bragança (* 22. April 1800 in Queluz; † 4. September 1834 in Gosport) war eine Infantin von Portugal und durch Heirat Infantin von Spanien und Gräfin von Molina.

## Leben
Maria Francisca war die dritte Tochter von König Johann VI. von Portugal (1767–1826) und seiner Gemahlin Infantin Charlotte Johanna (1775–1830), älteste Tochter des spanischen Königs Karl IV. und der Prinzessin Maria Luise von Bourbon-Parma.
Am 22. September 1816 heiratete Infantin Maria Francisca in Madrid ihren Onkel Carlos María Isidro Benito de Borbón y Borbón-Parma (1788–1855), Infant von Spanien und Graf von Molina, zweiter Sohn des spanischen Königs Karl IV. und seiner Frau Prinzessin Maria Luise von Bourbon-Parma. Aus der Ehe gingen drei Söhne hervor:
- Carlos (VI.) Luis María Fernando (1818–1861), Graf von Montemolín

⚭ 1850 Prinzessin Maria Caroline von Bourbon-Sizilien (1820–1861)
- Juan (III.) Carlos Maria Isidro (1822–1887), Graf von Montizón

⚭ 1847 Erzherzogin Maria Beatrix von Österreich-Este (1824–1906)
- Ferdinand de Borbón (1824–1861), unverheiratet

Infantin Maria Francisca starb im englischen Gosport und wurde in der katholischen Kirche bestattet. Nach ihrem frühen Tod heiratete ihr Mann 1838 ihre ältere Schwester Infantin Maria Theresa de Bragança (1793–1874). Deren Ehe blieb kinderlos.